# Фьетта, Джузеппе
Джузеппе Фьетта (итал. Giuseppe Fietta; 6 ноября 1883, Иврея, королевство Италия — 1 октября 1960, там же) — итальянский куриальный кардинал и ватиканский дипломат. Титулярный архиепископ Сардики с 30 марта 1926 по 15 декабря 1958. Апостольский нунций в Центральной Америке (Гватемале, Гондурасе, Коста-Рике, Никарагуа, Панаме и Сальвадоре) с 8 июля 1926 по 18 октября 1930. Апостольский нунций на Гаити и в Доминиканской Республике с 18 октября 1930 по 8 августа 1936. Апостольский нунций в Аргентине с 8 августа 1936 по 26 января 1953. Апостольский нунций в Италии с 6 января 1953 по 15 декабря 1958. Кардинал-священник с 15 декабря 1958, с титулом церкви pro illa vice Сан-Паоло-алла-Регола с 12 марта 1959.